# Ahmed Reda Guedira
Ahmed Reda Guedira (in arabo أحمد رضا اجديرة‎?; Rabat, 22 giugno 1922 – Parigi, 14 dicembre 1995) è stato un politico marocchino.

## Biografia
Nacque nella medina di Rabat da un'antica famiglia borghese della città di origine morisca. Studiò al Liceo Gouraud di Rabat per poi laurearsi in giurisprudenza alla Faculté de droit de Paris nel 1947. Insieme all'amico Mohamed Rachid Mouline fondò il Partito dei Liberali Indipendenti. Al suo ritorno in Marocco intraprese la carriera forense, difendendo molti membri della resistenza indipendentista nel contesto del protettorato francese del Marocco.
Divenne capo della tipografia imperiale nel 1947, fino all'esilio del sultano Muhammad V nel 1953. Prese poi parte ai negoziati per l'indipendenza del Marocco, per poi venire nominato ministro di Stato ed in seguito ministro dell'informazione del turismo nei governi di Mbarek Bekkay, per poi venire escluso dal governo di Ahmed Balafrej, leader dell'Istiqlal. Ricoprì vari incarichi sotto Hasan II. Per contrastare il dominio dell'Istiqlal fondò il Fronte per la Difesa delle Istituzioni Costituzionali, che vinse le elezioni parlamentari del 1963.
Fu membro della massoneria.
Morì nell'ospedale Hôtel-Dieu a Parigi il 14 dicembre 1995.